# Funnel cake

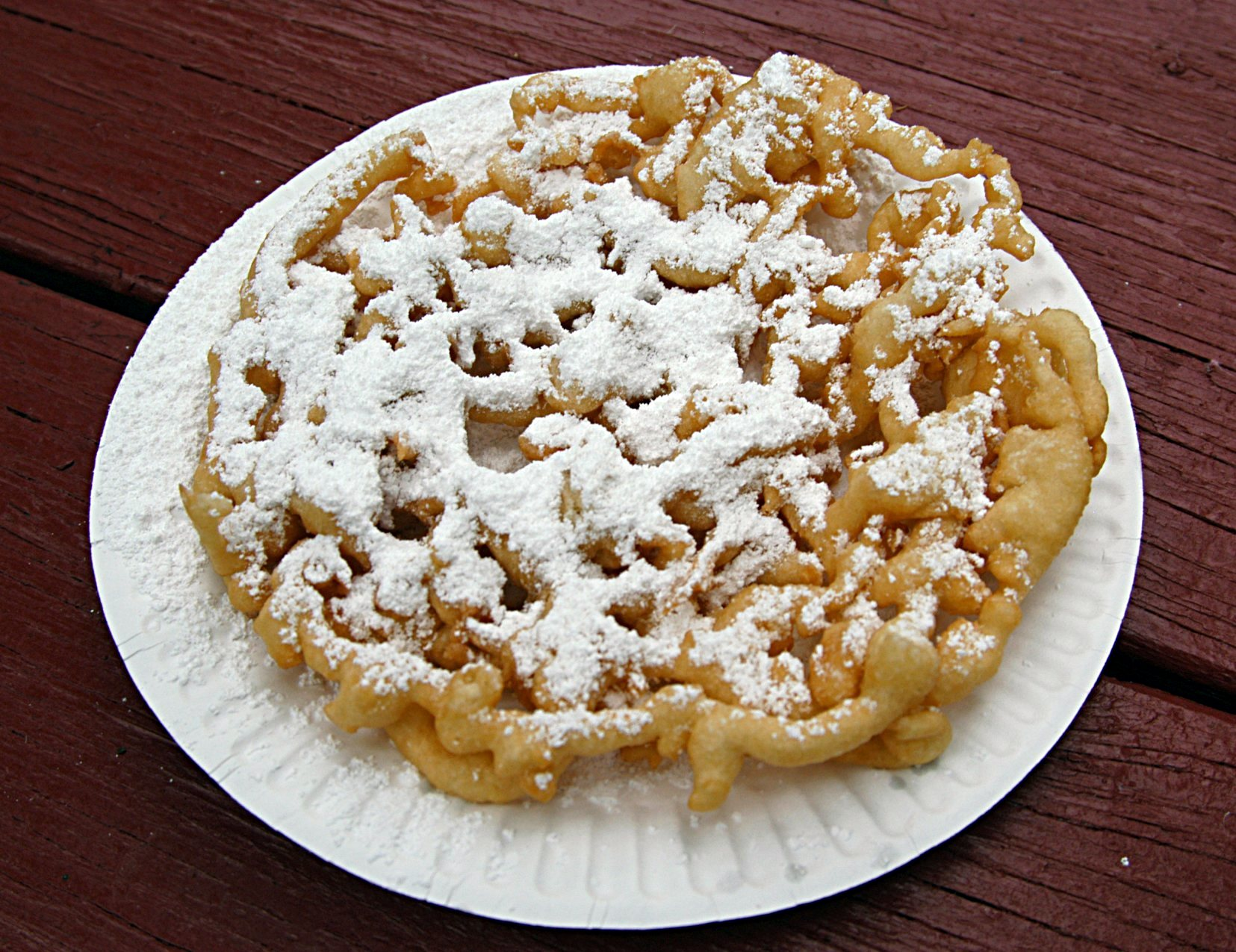
Funnel cake con azúcar glas.

El funnel cake o funnelcake (en inglés literalmente ‘pastel de embudo’) es una receta  regional popular en los carnavales, ferias, eventos deportivos y lugares turísticos de todo Estados Unidos aunque también se encuentran en algunas partes de otros países. Se elaboran vertiendo rebozado con la ayuda de un embudo en aceite caliente siguiendo un patrón circular y friéndolo hasta que se dora. Cuando se elabora en un puesto se emplea una manga pastelera,  una jarra especial con un pico similar a un embudo en lugar de usar uno separado. Se sirve típicamente con azúcar glas, jalea, mermelada, crema de chocolate, canela, frutas frescas u otras coberturas.

## Características
Los funnel cakes se hacen con rebozado sin levadura. En su libro I'm Just Here for the Food, Alton Brown recomienda que se hagan con pasta choux, que se expande gracias al vapor procedente del agua que contiene.
En Estados Unidos, los funnel cakes estaban originalmente asociados con los alemanes de Pensilvania. En Austria, la receta equivalente se llama Strauben y se elabora y sirve de forma parecida. En la India su equivalente se llama yalebi y tiene una textura un poco masticable con azúcar cristalizada por fuera; en Irán se llama zulbia y es un postre popular. En Eslovenia se llaman flancati. En Finlandia se llama tippaleipä y se sirve tradicionalmente en las celebraciones de la Noche de Walpurgis (Vappu). En Chile se les conoce como "calzones rotos" y se consumen en invierno.
En México NO hay algo similar, a menos que los confundan con churros cuando los vacían al aceite en forma de espiral - incluso los confunden con los conocidos como Buñuelos, heredados de la tradición española - donde se realizan tanto redondos, raramente con forma, y también se rellenan de crema pastelera.